# 加藤俊夫 (政治家)

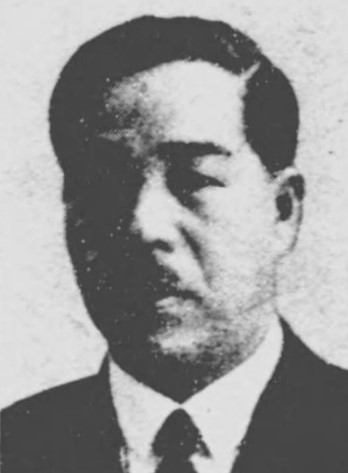
加藤俊夫

加藤 俊夫（かとう としお、1885年（明治18年）8月1日 - 1943年（昭和18年）6月7日）は、日本の政治家。衆議院議員（1期）。

## 経歴
愛媛県新居郡新居浜村（現在の新居浜市）出身。加藤省吾の長男。
東京正則中学校、日本大学専門部法律科を修業。1908年より広島市に出て、日の丸電線株式会社広島出張所を経営するなどし、さらに広島市場信用組合専務理事を務めた。
広島市会議員、同副議長、同議長、広島県会議員、同議長を歴任する。1942年の総選挙（いわゆる翼賛選挙）では広島1区（当時）から非推薦で立候補して当選した。当選後は翼賛政治会に入り、大政翼賛会広島県協力会議長、同中央協力会議員となった。
翌1943年に死去した。

## 人物
加藤民部少輔（居村御代島にその城跡がある）の子孫である。1893年、家督を相続する。愛媛県在籍で、住所は広島県広島市宇品町。

## 家族・親族
加藤家
- 祖父・庫二 - 旧西条藩主より大庄屋格を申付けられ、御代島並びに魚市場を拝領し、維新後里正、後戸長をつとめる[2]。
- 父・省吾 - 加藤家に養子となる[2]。
- 母・マサ（1862年 - ?、祖父・庫二の長女）[4][5]
- 妻・ノブ（1897年 - ?、島根、伊藤為太郎の二女）[4][5]
- 姉・コト（1884年 - ?、藤田若水の妻）[4][5]
- 妹、弟[4][5]

親戚
- 藤田若水（弁護士、広島市長、衆議院議員） - 姉の夫[2][4][5]。